# Nikodemuskirche (Hamburg-Ohlsdorf)

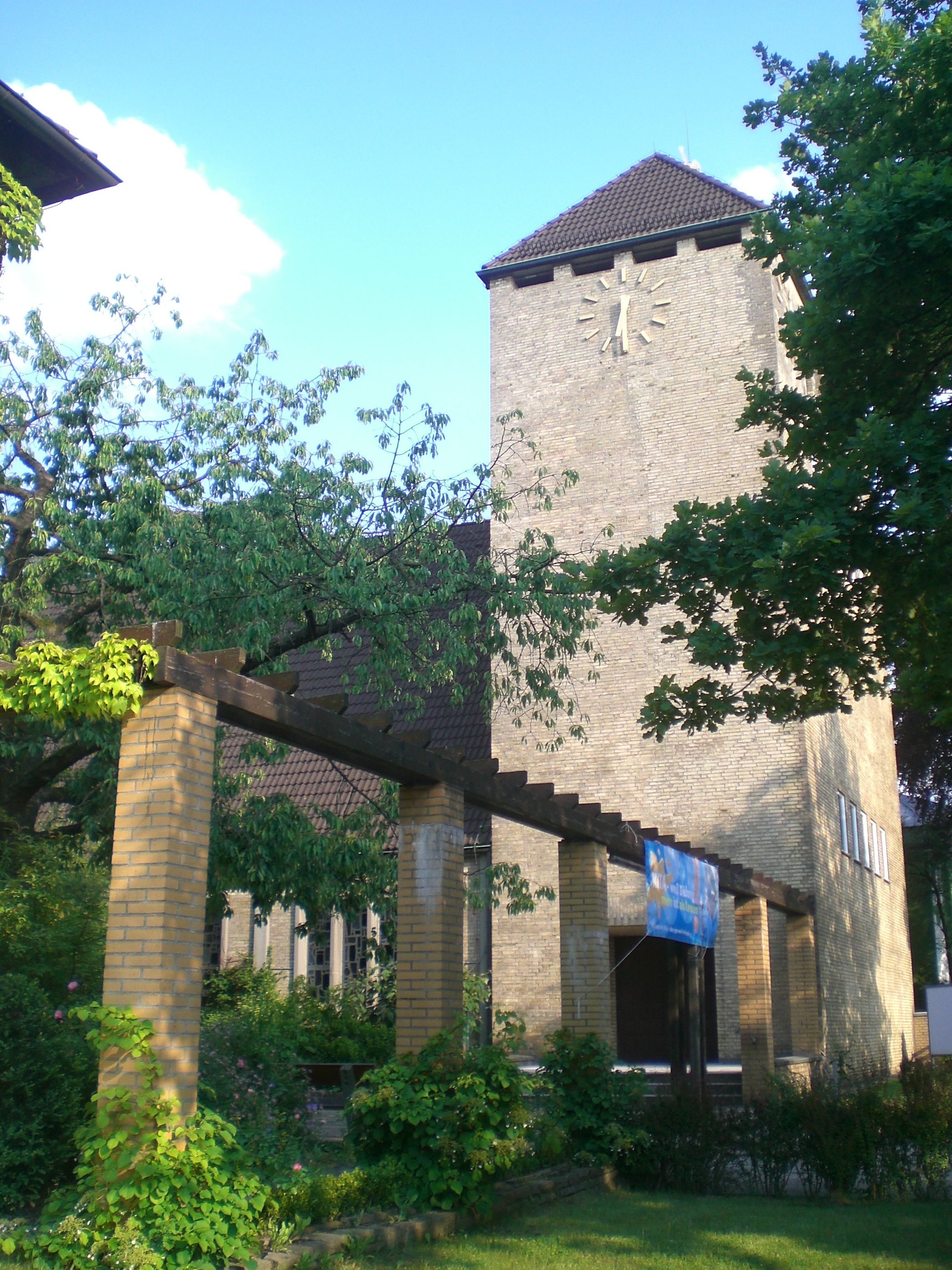
Turmansicht

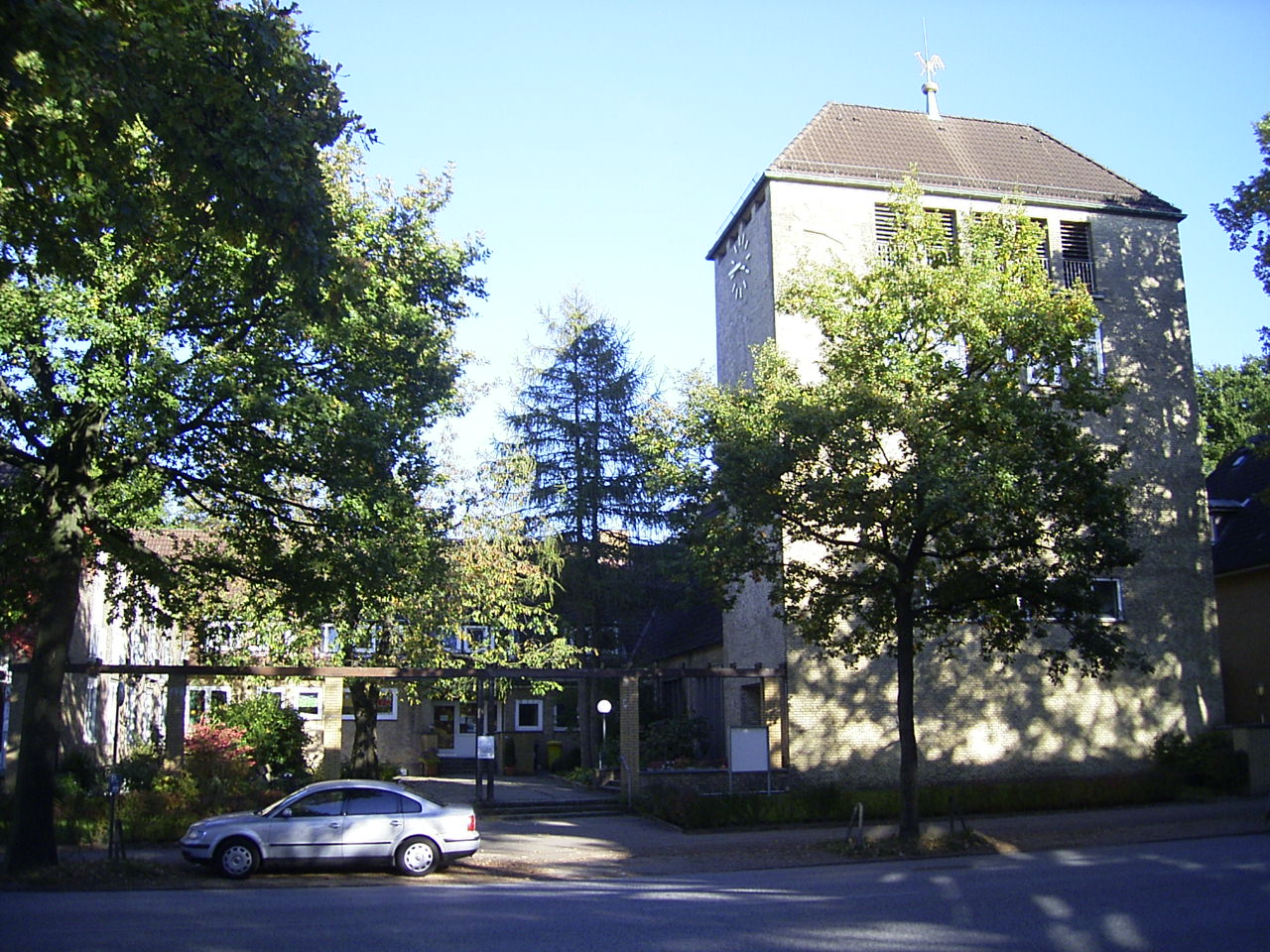
Ansicht des Komplexes von der Straßenseite (2007)

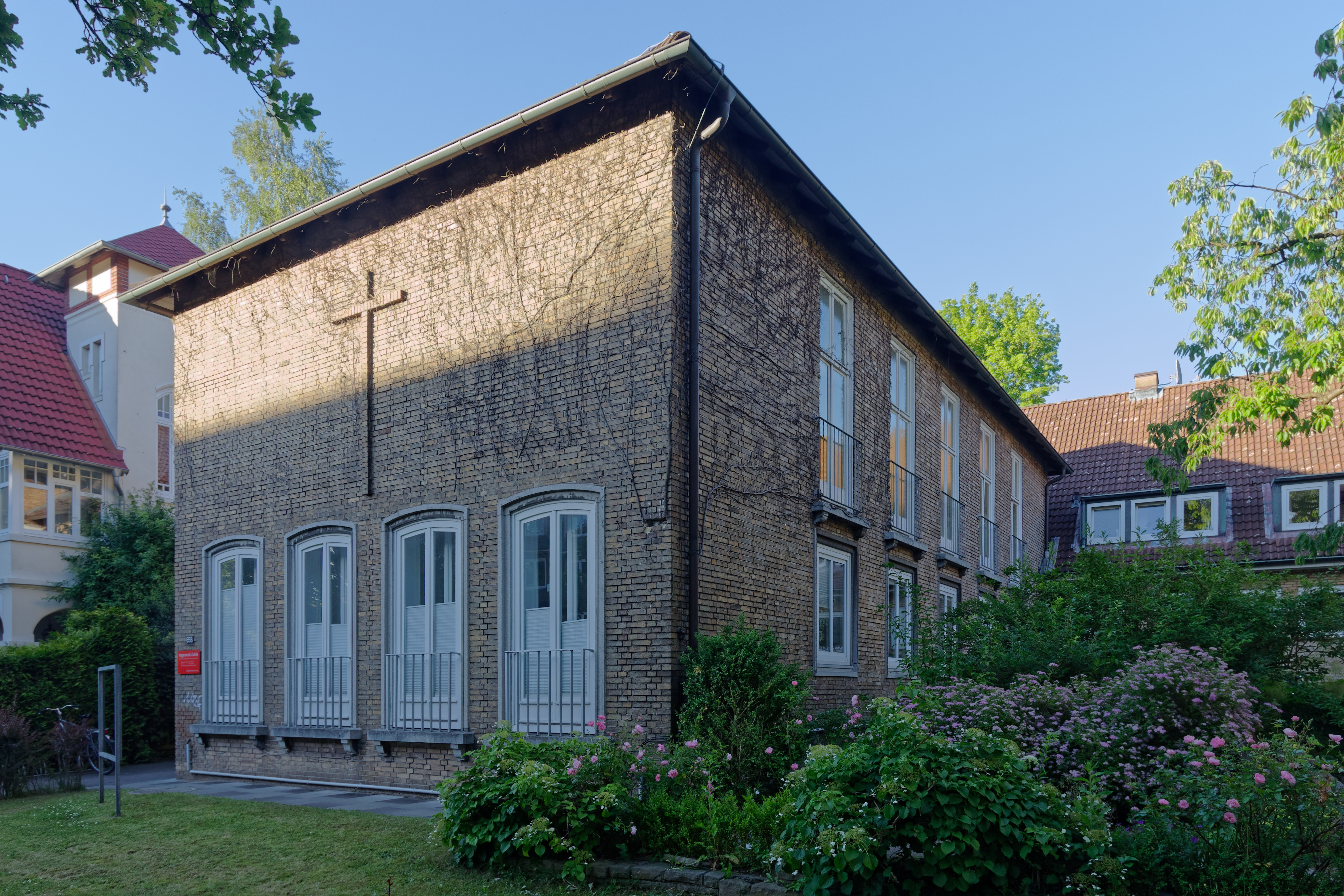
Straßenfront des Gemeindehauses (2017)

Die ehemalige evangelisch-lutherische Nikodemuskirche liegt im Hamburger Stadtteil Ohlsdorf unmittelbar an der Fuhlsbüttler Straße. Das denkmalgeschützte Gebäude wurde bis 2022 als Kirche genutzt und nach der Entwidmung zum Ausstellungszentrum PARABEL. Zentrum für Kunst in Hamburg umgebaut.

## Bau der Kirche
Die am 13. September 1959 eingeweihte Kirche ist ein Entwurf von Henry Schlote. Sie bildet mit zwei weiteren Gebäuden einen einheitlichen Baukomplex, der um einen sich zur Straße hin öffnenden Hof angeordnet ist. Der Bau des Gemeindehauses als einem ersten Teil des Komplexes begann bereits 1953, die Kirche selber folgte ab dem Jahre 1958. Von außen wirken alle Bauten durch die verwendete gelbe Klinkerverkleidung und klassische Formgebung eher unauffällig und traditionell. Der Bau der Kindertagesstätte im Jahre 1961 komplettierte den Hof.
Die Decke des Innenraums ist parabelförmig und damit im Gegensatz zum Äußeren modern gestaltet. Die hoch aufragenden Sichtbetonpfeiler sind raumprägend, die Holzverkleidung der Zwischenräume tritt dagegen in den Hintergrund. Der Altarraum erhält seine Beleuchtung durch drei aus dem Hauptraum nicht einsehbare Fensterbänder auf der Südseite.
Die gesamte Länge der Kirche ohne Gemeindehaus beträgt etwa 30,5 Meter, die Breite etwa 13 Meter, der Turm ist 21 Meter hoch.

## Ausstattung
Der Altar ist ein Werk von Ursula Querner, das Altarretabel wurde von ihr schon für die Nutzung im Gemeindehaus entworfen. Man übernahm ihn 1960 in die Kirche und ergänzte ihn um eine Predella mit der Darstellung der Geburt Christi. Von Beginn an stimmte man die Innenraumgestaltung auf die vorhandenen Farben des Altars ab. Der ebenfalls von Ursula Querner gestaltete große Taufstein von 1960 zeigt auf Kalkstein Motive der Geschichte um den Durchzug durch das Rote Meer.
Die farbigen Fenster in teils abstrakter und teils figürlicher Gestaltung sind von Claus Wallner gestaltet und gefertigt.
Ungewöhnlich ist die mit grünem Dolomit verkleidete Wand im Vorraum. Der Künstler Albert Reck gestaltete 1959 in unkonventioneller Art fünf Szenen aus dem Alten Testament. Die Reliefs zeigen die Vertreibung aus dem Paradies, den Turmbau zu Babel, Jakob unter der Himmelsleiter, Jakobs Kampf mit dem Engel und die Szene als Mose Wasser aus dem Felsen schlägt (17,1-7 ). Zwar setzen sich einige der bearbeiteten Stellen hell gegen den dunkleren Stein ab, jedoch sind die Lichtverhältnisse im Vorraum teilweise unvorteilhaft, so dass die Reliefs wenig zur Geltung kommen. Während des Baus lagen für die Wandgestaltung Entwürfe der Künstler Peter Luksch, Max Schegulla und Albert Reck vor, von denen Reck den Zuschlag erhielt. Ein weiteres Relief von Reck befindet sich im Hauptraum an der Südwand.
Das ursprüngliche silberne Abendmahlsgeschirr von 1953 stammt aus der Werkstatt Wolfgang Tümpels.
Im Turm befanden sich vier Bronzeglocken aus der Gießerei Rincker.

## Orgel
Die Orgel stammt aus der Werkstatt von Franz Grollmann und wurde 1964 eingebaut.
Ihre Disposition lautet:
| I Hauptwerk C– |              |       |
| 1.             | Quintadene   | 16′   |
| 2.             | Prinzipal    | 08′   |
| 3.             | Hohlflöte    | 08′   |
| 4.             | Oktave       | 04′   |
| 5.             | Nasat        | 2 ⁄3′ |
| 6.             | Flachflöte   | 02′   |
| 7.             | Mixtur IV–VI | 1 ⁄3′ |
| 8.             | Trompete     | 08′   |

| II Brustwerk C– (schwellbar) |            |       |
| 9.                           | Gedackt    | 8′    |
| 10.                          | Rohrflöte  | 4′    |
| 11.                          | Prinzipal  | 2′    |
| 12.                          | Oktave     | 1′    |
| 13.                          | Terzian II |       |
| 14.                          | Scharff IV | 1 ⁄3′ |
| 15.                          | Krummhorn  | 8′    |
|                              | Tremulant  |       |

| Pedal C– |           |     |
| 16.      | Subbaß    | 16′ |
| 17.      | Prinzipal | 08′ |
| 18.      | Oktave    | 04′ |
| 19.      | Nachthorn | 02′ |
| 20.      | Fagott    | 16′ |
| 21.      | Trompete  | 08′ |
| 22.      | Trompete  | 04′ |

- Koppeln: II/I, I/P, II/P

## Umnutzung
Die Kirche wurde in einem Grundsatzbeschluss des Kirchenkreises Hamburg-Ost als „nicht förderfähig“ eingestuft, wodurch alle zukünftigen Betriebskosten alleine durch die zuständige Gemeinde hätten getragen werden müssen. Die Gemeinde entschied sich einige Jahre später dazu, die Nikodemuskirche mittelfristig aufzugeben. Nach der Entwidmung des Gebäudes Pfingsten 2022 begannen die Planungen des Umbaus zum Ausstellungszentrum, welche im April 2025 mit der Fertigstellung als Parabel - Zentrum für Kunst in Hamburg abgeschlossen wurden.